# Steindämmer
Der Steindämmer ist ein historischer Beruf (heute Straßenbauer).
Früher gab es nicht nur Pflaster- und Schotterarbeiten an Straßen oder Hofpflasterungen, sondern auch Steinarbeiten: Der Steindämmer ging mit einer Sonde (langer stabiler Eisenstab) über die Äcker und suchte große Findlinge die er ausgrub und aus denen er Pflaster- und Fundamentmaterial schlug.

## Quelle
Chronist Gerhard Parchow, Sellin.